# Alexander Moissi
Alexander Moissi, född den 2 april 1879 i Trieste i dåvarande Österrike-Ungern, död den 23 mars 1935 i Lugano i Schweiz, var en österrikisk skådespelare.
Moissi, som tillhörde en albansk köpmansfamilj, lärde sig tyska först som yngling. Han började 1901 utbilda sig till operasångare, men förmåddes av Schlenther vid Wiens Burgteater att ägna sig åt talscenen. År 1903-05 var han anställd i Prag och tillhörde sedan Reinhardts teater. Han erhöll snart stora roller och har spelat bland annat Hamlet, Romeo, Faust, Franz Moor i Schillers Rövarna, Posa i Don Carlos, Fiesco, Golo i Hebbels Genoveva, Osvald i Ibsens Gengangere, Dubedad i Shaws Doktorns dilemma och titelrollen i Sofokles Konung Oidipus (som gavs i Stockholm 1911 av Reinhardt). Moissis lidelsefulla temperament och underbart härliga och välbehandlade stämma gjorde hans framställning mycket verkningsfull. Han gästspelade 1922 i Stockholm.
Moissis ättling Gedeon Burkhard är också skådespelare.

## Teater

### Roller
| År   | Roll               | Produktion                    | Regi             | Teater         |
| ---- | ------------------ | ----------------------------- | ---------------- | -------------- |
| 1921 | Paracelsus         | Paracelsus Arthur Schnitzler  | Ernst Eklund     | Blancheteatern |
| 1921 | Vandraren          | Skulden till allt Lev Tolstoj | Alexander Moissi | Blancheteatern |
| 1921 | Fjodor Vasiljevitj | Det levande liket Lev Tolstoj | Alexander Moissi | Blancheteatern |

### Regi
| År   | Produktion                             | Upphovsmän  | Teater         |
| ---- | -------------------------------------- | ----------- | -------------- |
| 1921 | Skulden till allt Ot nej vse katjestva | Lev Tolstoj | Blancheteatern |
| 1921 | Det levande liket Živoj trup           | Lev Tolstoj | Blancheteatern |